# Liste de musées au Kenya
Voici la liste des musées, sites et monuments historiques du Kenya. La plupart sont gérés par l'institution publique « Musées nationaux du Kenya ».

La liste reprend aussi le centre culturel « Bomas of Kenya » qui est, lui, géré par l'organisme parastatal « Société pour le développement du tourisme au Kenya » (Kenya Tourist Development Corporation) sous la tutelle du ministère du Tourisme.
| comté            | localité       | nom usuel                          | appellation                      | thème                                        | classé par le Kenya | classé par l'Unesco               | Illustration |
| ---------------- | -------------- | ---------------------------------- | -------------------------------- | -------------------------------------------- | ------------------- | --------------------------------- | ------------ |
| Baringo          | Kabarnet       | musée de Kabarnet                  | musée                            | ethnographie régionale                       | oui                 | non                               |              |
| Homa Bay         | Mfangano       | sites de Kwitone et de Mawanga     | site archéologique               | art rupestre                                 | oui                 | soumis en 2010                    |              |
| Homa Bay         | île de Rusinga | sites de Kasawanga et de Gumba     | site paléontologique             | paléontologie                                | oui                 | soumis en 2010                    |              |
| Kajiado          | Oltepesi       | saillie d'Olorge                   | monument national                | préhistoire                                  | oui                 | non                               |              |
| Kilifi           | Gede           | ruines de Gede                     | musée                            | architecture                                 | oui                 | soumis en 2010                    |              |
| Kilifi           | Kilifi         | ruines de Mnarani                  | monument national                | architecture                                 | oui                 | non                               |              |
| Kilifi           | Malindi        | musée de Malindi                   | musée                            | histoire régionale                           | oui                 | non                               |              |
| Kilifi           | Mtwapa         | Jumba la Mtwana                    | monument national                | architecture                                 | oui                 | non                               |              |
| Kilifi           | Rabai          | église de Rabai                    | musée                            | histoire régionale                           | oui                 | non                               |              |
| Kisumu           | Kisumu         | musée de Kisumu                    | musée                            | ethnographie et histoire naturelle régionale | oui                 | non                               |              |
| Kisumu           |                | site de Songhor                    | monument national                | paléontologie                                | oui                 | non                               |              |
| Kisumu           | Fort Ternan    | site de Fort Ternan                | site paléontologique             | paléontologie                                | non                 | non                               |              |
| Kwale            | Shimoni        | grottes de Shimoni                 | monument national                | histoire régionale                           | oui                 | non                               |              |
| Lamu             | Faza           | ruine de la mosquée Kunjanja       | monument national                | architecture                                 | oui                 | non                               |              |
| Lamu             | Lamu           | musée de Lamu                      | musée                            | histoire régionale                           | oui                 | vieille ville de Lamu depuis 2001 |              |
| Lamu             | île de Manda   | ruines de Takwa                    | monument national                | architecture                                 | oui                 | non                               |              |
| Lamu             | Shanga         | ruines de Shanga                   | monument national                | architecture                                 | oui                 | non                               |              |
| Lamu             | Siyu           | fort de Siyu                       | monument national                | architecture                                 | oui                 | non                               |              |
| Marsabit         |                | site de Koobi Fora                 | monument national                | paléontologie                                | oui                 | non                               |              |
| Marsabit         | Loiyangalani   | musée du désert                    | musée                            | ethnographie régionale                       | oui                 | non                               |              |
| Meru             | Meru           | musée de Meru                      | musée                            | ethnographie régionale                       | oui                 | non                               |              |
| Meru             | Maua           | maison Njuuri Ncheke               | cour de justice tribale          | ethnographie des Meru                        | non                 | non                               |              |
| Migori           |                | Thimlich Ohinga                    | monument national                | architecture                                 | oui                 | soumis en 2010                    |              |
| Mombasa          | Mombasa        | fort Jesus                         | musée                            | architecture, histoire et techniques         | oui                 | depuis 2011                       |              |
| Mombasa          | Mombasa        | épave de la Santo António de Tanna | monument national (inaccessible) | architecture navale                          | oui                 | non                               |              |
| Nairobi City     | Langata        | Bomas of Kenya                     | centre culturel                  | ethnographie nationale                       | non                 | non                               |              |
| Nairobi City     | Langata        | musée Karen-Blixen                 | musée                            | Karen von Blixen-Finecke                     | oui                 | non                               |              |
| Nairobi City     | Nairobi        | galerie de Nairobi                 | musée                            | expositions temporaires                      | oui                 | non                               |              |
| Nairobi City     | Madaraka       | musée du chemin de fer             | musée                            | matériel ferroviaire                         | non                 | non                               |              |
| Nairobi City     | Nairobi        | musée national de Nairobi          | musée                            | histoire naturelle, art et histoire          | oui                 | non                               |              |
| Nairobi City     | Nairobi        | parc du serpent                    | musée                            | histoire naturelle                           | oui                 | non                               |              |
| Nairobi City     | Nairobi        | parc Huhuru                        | monument national                | histoire nationale                           | oui                 | non                               |              |
| Nakuru           | Kariandusi     | musée de Kariandusi                | musée                            | paléontologie                                | oui                 | non                               |              |
| Nakuru           | Nakuru         | Hyrax Hill                         | musée                            | archéologie                                  | oui                 | non                               |              |
| Narok            | Narok          | musée de Narok                     | musée                            | ethnographie régionale                       | oui                 | non                               |              |
| Pokot occidental | Kapenguria     | musée de Kapenguria                | musée                            | histoire nationale                           | oui                 | non                               |              |
| Trans Nzoia      | Kitale         | musée de Kitale                    | musée                            | histoire naturelle et ethnographie régionale | oui                 | non                               |              |
| Turkana          | Lodwar         | maison de Kenyatta                 | monument national                | histoire nationale                           | oui                 | non                               |              |
| Wajir            | Wajir          | musée de Wajir                     | musée                            | ethnographie régionale                       | oui                 | non                               |              |